# Cao Rui
En aquest nom xinès, el cognom és Cao.
Cao Rui (nascut el 204 o 205 i mort el 22 de gener del 239) va ser un fill de Cao Pi i el segon emperador de Cao Wei. És també conegut com l'Emperador Ming de Wei, ch. 魏明帝, py. wèi míng dì, wg. Wei Ming-ti. El seu nom de cortesia va ser Yuanzhong (元仲).
El regne de Cao Rui fou vist de moltes maneres diferents a través de la història xinesa. Va ser un emperador que fou conegut per tindre poderosos estrategs militars i defensors de les arts al seu costat. També va ser conegut per ser astut en recompensar als oficials capaços. No obstant això, també va gastar grans sumes de diners i mà d'obra en projectes excessius de construcció de palaus i temples ancestrals, i el seu regnat va veure estancat entre el seu imperi, i els imperis de Shu Han i Wu Oriental consolidant-se. Els seus projectes de construcció i el seu desig de tenir moltes concubines (que es comptaven per milers) en gran manera esgotà el tresor imperial. En el seu llit de mort, li confià l'imperi al seu fill Cao Fang amb la regència de Cao Shuang i Sima Yi—un error fatal per al seu imperi, ja que Cao Shuang monopolitzà el poder i ho regí de manera incompetent, cosa que amb el temps generà una reacció violenta per part de Sima, que el va enderrocar en un cop d'estat i prengué el control del govern de Wei Cao, eventualment permetent que el seu el net de Sima Yan usurpara el tron de Wei.

## Noms d'era
- Taihe (太和 tài hé) 227-233
- Qinglong (青龍 qīng lóng) 233-237
- Jingchu (景初 jĭng chū) 237-239

## Família
- Pare
  - Cao Pi (Emperador Wen de Cao Wei)
- Mare
  - La Dama Zhen Luo
- Esposes
  - Princesa Yu de Pingyuan
  - Emperadriu Mao (creada el 227, d. 237)
  - Emperadriu Guo (creada el 239, d. 264)
- Fills biològics
  - Cao Jiong (曹冏), Príncep de Qinghe (creat i d. 226)
  - Cao Mu (曹穆), Príncep de Fanyang (creat el 228, d. 230)
  - Cao Yin (曹殷) (n. 231, d. 232), creat a títol pòstum Príncep Ai d'Anping
  - Cao Shu (曹淑), la Princesa Pingyuan (d. i creada a títol pòstum el 232)
- Fills adoptat
  - Cao Fang (曹芳), d'inici el Príncep de Qi (creat el 235), després príncep hereu (creat el 239), més tard emperador
  - Cao Xun (曹詢), el Príncep de Qin (n. 230?, creat el 235, d. 244)